# John Thompson (trener koszykarski)
John Robert Thompson, Jr. (ur. 2 września 1941 w Waszyngtonie, zm. 30 sierpnia 2020 w Arlington) – amerykański koszykarz oraz trener, występował na pozycji środkowego, dwukrotny mistrz NBA, mistrz NCAA, jako trener, członek Koszykarskiej Galerii Sław.
W 2002 wystąpił w filmie Magiczne buty.

## Osiągnięcia
NBA
- 2-krotny mistrz NBA (1965, 1966)[2]

Trenerskie
- Mistrz NCAA (1984)[3]
- 2-krotny wicemistrz NCAA (1982, 1985)
- Finalista turnieju NIT (1993)
- 3-krotny uczestnik NCAA Final Four (1982, 1984, 1985)[3]
- Trener Roku NABC (1985)
- Trener Roku UPI (1987)
- Laureat nagrody – Henry Iba Award (1982)
- 3-krotny Trener Roku Konferencji  Big East (1980, 1987, 1992)[3]
- Wybrany do:
  - National Collegiate Basketball Hall of Fame (2006)
  - Koszykarskiej Galerii Sław (Naismith Memorial Basketball Hall Of Fame - 1999)[3]
- Brązowy medalista olimpijski (1988)[5]